# Mistrzostwa Świata w Narciarstwie Dowolnym i Snowboardingu 2025
6. Mistrzostwa Świata w Narciarstwie Dowolnym i Snowboardingu – zawody w narciarstwie dowolnym i snowboardingu, będące jednocześnie 20. mistrzostwami świata w narciarstwie dowolnym oraz 16. mistrzostwami świata w snowboardingu. Rozgrywane były w dniach 19–30 marca 2025 roku w szwajcarskiej Engadynie.

## Narciarstwo dowolne

### Mężczyźni
| Konkurencja                  | Data     | Złoto                | Punkty           | Srebro           | Punkty          | Brąz          | Punkty      |
| Jazda po muldach szczegóły   | 19 marca | Ikuma Horishima      | 89,03            | Mikaël Kingsbury | 82,68           | Jung Dae-yoon | 81,76       |
| Muldy podwójne szczegóły     | 21 marca | Mikaël Kingsbury     | Mikaël Kingsbury | Ikuma Horishima  | Ikuma Horishima | Matt Graham   | Matt Graham |
| Skicross szczegóły           | 21 marca | Ryan Regez           | Ryan Regez       | Tobias Müller    | Tobias Müller   | Ryo Sugai     | Ryo Sugai   |
| Slopestyle szczegóły         | 21 marca | Birk Ruud            | 89,10            | Mac Forehand     | 85,53           | Alex Hall     | 84,72       |
| Big air szczegóły            | 29 marca | Luca Harrington      | 192,00           | Elias Syrjä      | 184,25          | Birk Ruud     | 183,00      |
| Halfpipe szczegóły           | 30 marca | Finley Melville Ives | 96,00            | Nick Goepper     | 94,00           | Alex Ferreira | 92,50       |
| Skoki akrobatyczne szczegóły | 30 marca | Noé Roth             | 143,31           | Quinn Dehlinger  | 123,53          | Pirmin Werner | 107,12      |

### Kobiety
| Konkurencja                  | Data     | Złoto            | Punkty      | Srebro          | Punkty          | Brąz               | Punkty             |
| Jazda po muldach szczegóły   | 19 marca | Perrine Laffont  | 77,92       | Hinako Tomitaka | 75,15           | Maïa Schwinghammer | 74,92              |
| Muldy podwójne szczegóły     | 21 marca | Jaelin Kauf      | Jaelin Kauf | Tess Johnson    | Tess Johnson    | Anastasija Gorodko | Anastasija Gorodko |
| Skicross szczegóły           | 21 marca | Fanny Smith      | Fanny Smith | Courtney Hoffos | Courtney Hoffos | Daniela Maier      | Daniela Maier      |
| Slopestyle szczegóły         | 21 marca | Mathilde Gremaud | 85,65       | Lara Wolf       | 73,33           | Megan Oldham       | 70,63              |
| Big air szczegóły            | 29 marca | Flora Tabanelli  | 176,75      | Sarah Höfflin   | 170,75          | Anni Kärävä        | 167,75             |
| Halfpipe szczegóły           | 30 marca | Zoe Atkin        | 93,50       | Li Fanghui      | 93,00           | Cassie Sharpe      | 88,00              |
| Skoki akrobatyczne szczegóły | 30 marca | Kaila Kuhn       | 105,13      | Xu Mengtao      | 99,16           | Danielle Scott     | 96,93              |

### Mieszane
| Konkurencja                            | Data     | Złoto                                                               | Punkty                              | Srebro                                                          | Punkty                                             | Brąz                                                | Punkty                            |
| Skicross drużynowy szczegóły           | 22 marca | Szwajcaria Ryan Regez · Fanny Smith                                 | Szwajcaria Ryan Regez · Fanny Smith | Francja Melvin Tchiknavorian · Jade Grillet-Aubert              | Francja Melvin Tchiknavorian · Jade Grillet-Aubert | Włochy Yanick Gunsch · Jole Galli                   | Włochy Yanick Gunsch · Jole Galli |
| Skoki akrobatyczne drużynowo szczegóły | 27 marca | Stany Zjednoczone Kaila Kuhn · Quinn Dehlinger · Christopher Lillis | 344,63                              | Ukraina Anhelina Brykina · Ołeksandr Okipniuk · Dmytro Kotowski | 312,35                                             | Szwajcaria Lina Kozomara · Noe Roth · Pirmin Werner | 281,43                            |

## Snowboarding

### Mężczyźni
| Konkurencja                 | Data     | Złoto              | Punkty             | Srebro            | Punkty            | Brąz                | Punkty              |
| Gigant równoległy szczegóły | 20 marca | Roland Fischnaller | Roland Fischnaller | Stefan Baumeister | Stefan Baumeister | Lee Sang-ho         | Lee Sang-ho         |
| Slopestyle szczegóły        | 21 marca | Liam Brearley      | 90,15              | Su Yiming         | 85,07             | Oliver Martin       | 78,98               |
| Slalom równoległy szczegóły | 22 marca | Terweł Zamfirow    | Terweł Zamfirow    | Arvid Auner       | Arvid Auner       | Aaron March         | Aaron March         |
| Snowboardcross szczegóły    | 28 marca | Éliot Grondin      | Éliot Grondin      | Loan Bozzolo      | Loan Bozzolo      | Alessandro Hämmerle | Alessandro Hämmerle |
| Big air szczegóły           | 28 marca | Ryoma Kimata       | 176,75             | Taiga Hagesawa    | 174,50            | Oliver Martin       | 171,75              |
| Halfpipe szczegóły          | 29 marca | Scotty James       | 95,00              | Ruka Hirano       | 92,25             | Yūto Totsuka        | 92,00               |

### Kobiety
| Konkurencja                 | Data     | Złoto                | Punkty         | Srebro           | Punkty           | Brąz                   | Punkty                 |
| Gigant równoległy szczegóły | 20 marca | Ester Ledecká        | Ester Ledecká  | Tsubaki Miki     | Tsubaki Miki     | Aleksandra Król-Walas  | Aleksandra Król-Walas  |
| Slopestyle szczegóły        | 21 marca | Zoi Sadowski-Synnott | 90,15          | Kokomo Murase    | 87,02            | Reira Iwabuchi         | 83,55                  |
| Slalom równoległy szczegóły | 22 marca | Tsubaki Miki         | Tsubaki Miki   | Ester Ledecká    | Ester Ledecká    | Michelle Dekker        | Michelle Dekker        |
| Snowboardcross szczegóły    | 28 marca | Michela Moioli       | Michela Moioli | Charlotte Bankes | Charlotte Bankes | Julia Pereira de Sousa | Julia Pereira de Sousa |
| Big air szczegóły           | 28 marca | Kokomo Murase        | 162,50         | Reira Iwabuchi   | 156,00           | Mari Fukada            | 153,25                 |
| Halfpipe szczegóły          | 29 marca | Chloe Kim            | 93,50          | Sara Shimizu     | 90,75            | Mitsuki Ono            | 88,50                  |

### Mieszane
| Konkurencja                           | Data     | Złoto                                         | Srebro                                  | Brąz                                       |
| Slalom równoległy drużynowo szczegóły | 23 marca | Włochy Maurizio Bormolini · Elisa Caffont     | Włochy Gabriel Messner · Jasmin Coratti | Austria Sabine Payer · Andreas Prommegger  |
| Snowboardcross drużynowy szczegóły    | 29 marca | Francja Loan Bozzolo · Julia Pereira de Sousa | Australia Cameron Bolton · Mia Clift    | Szwajcaria Valerio Jud · Sina Siegenthaler |

## Tabela medalowa
| #   | Reprezentacja     | Złoto | Srebro | Brąz | Razem |
| --- | ----------------- | ----- | ------ | ---- | ----- |
| 1.  | Szwajcaria        | 5     | 1      | 3    | 9     |
| 2.  | Japonia           | 4     | 8      | 5    | 17    |
| 3.  | Stany Zjednoczone | 4     | 4      | 4    | 12    |
| 4.  | Włochy            | 4     | 1      | 2    | 7     |
| 5.  | Kanada            | 3     | 2      | 3    | 8     |
| 6.  | Nowa Zelandia     | 3     | 0      | 0    | 3     |
| 7.  | Francja           | 2     | 2      | 1    | 5     |
| 8.  | Australia         | 1     | 1      | 2    | 4     |
| 9.  | Czechy            | 1     | 1      | 0    | 2     |
| 9.  | Wielka Brytania   | 1     | 1      | 0    | 2     |
| 11. | Norwegia          | 1     | 0      | 1    | 2     |
| 12. | Bułgaria          | 1     | 0      | 0    | 1     |
| 13. | Chiny             | 0     | 3      | 0    | 3     |
| 14. | Austria           | 0     | 2      | 2    | 4     |
| 15. | Niemcy            | 0     | 2      | 1    | 3     |
| 16. | Finlandia         | 0     | 1      | 1    | 2     |
| 17. | Ukraina           | 0     | 1      | 0    | 1     |
| 18. | Korea Południowa  | 0     | 0      | 2    | 2     |
| 19. | Kazachstan        | 0     | 0      | 1    | 1     |
| 19. | Holandia          | 0     | 0      | 1    | 1     |
| 19. | Polska            | 0     | 0      | 1    | 1     |